# Kristal Glam Club
Kristal Glam Club este un club de noapte din București. Este deținătorul premiului Nights.ro Awards pentru cel mai bun club în 2005, 2006, 2007, 2008 și 2009.
Pană acum a fost declarat locul 28 în World best Clubs - DJ Mag UK și cel mai bun club din Estul Europei la See Me Awards din Sofia. Timp de 5 ani de zile, Kristal Glam Club a obținut în cadrul ceremoniilor Nights.ro Awards premiul pentru cel mai bun club din România. 
În toți acești ani, clubul Kristal s-a ridicat și prin colaborarea agenției de booking the.Agency.